# スポ×ちゃん!
『スポ×ちゃん！』（Spo Chan）は、竹下けんじろうによる日本の漫画作品。『週刊少年チャンピオン』（秋田書店）にて、2012年20号から2013年15号まで連載。スポーツチャンバラを題材としている。

## あらすじ
月島女子高等学校に入学した佐々木かすみは、中学と同じく剣道部に入部するつもりだったが、宮本百合（リリィ）にスポーツチャンバラ部に勧誘される。成り行きで入部を賭けてスポーツチャンバラ勝負をすることになるが、リリィの意表を突いた戦法の前に敗北。やむなくスポーツチャンバラ部に入部することになったかすみは、部長も任されることになるのだった。

## 登場人物

### 月島女子高等学校
宮本 百合（みやもと リリィ）
月島女子高等学校1年。母親がイギリス人のハーフ。親が海外赴任でマンションで一人暮らし。金髪に星型の髪留めを着けており、164センチの長身でスタイルがいい。中学では体操をしていて高い身体能力を持つが、身長が伸びすぎて体操を断念。桜との出会いからスポーツチャンバラを始める。本気の時はレオタードになる。人見知りしない明るい性格で、友達にはあだ名をつける。好きな食べ物は駄菓子と炭酸飲料で、うまい棒を昼食にするほど。嫌いな食べ物はほうれん草と小松菜。体操経験を生かした柔軟性とバランスによる回避と攻撃が一体の変則的な動きをする。10月12日生まれ。血液型はB型。
佐々木 かすみ（ささき かすみ）
月島女子高等学校1年。黒髪の長髪。耳の上両サイドにリボンをつけている。誰にでも敬語で話す真面目な性格。姉が剣道日本一の蘭で、自身も剣道を長年続けているが、試合の時に動揺しやすい未熟な面があり、また本番や奇襲に弱い。リリィのつけたあだ名は「かすみん」。祖父母の家の寺で姉と同居している。好きな食べ物は蕎麦、卵焼き、緑茶で嫌いな食べ物は辛い物。得意科目は国語、英語、家庭科。4月1日生まれ（早生まれ）。血液型はA型。
河上 菜花（かわかみ なのか）
月島女子高等学校1年。小柄でショートカット、ヘアターバンをし、もみ上げだけ伸ばしている。格闘ゲームが好きで大会で入賞した経験がある。瞬発力がありトリッキーな動きをするが、持久力に乏しく体も硬いため部員の中では一番運動が苦手。あだ名は「ナノ（ちゃん）」。弟がいる。好きな食べ物は果物、お菓子。嫌いな食べ物は牛乳。得意科目は音楽、美術。2月6日生まれ。血液型はA型。
近藤 綾女（こんどう あやめ）
月島女子高等学校1年。ゆるくウェーブのかかった髪を縦ロールにしている。おっとりした性格だが、危ない発言が多い。格闘技に憧れていたが親が厳しく許してもらえず（他人に怪我させてしまうため）、部屋で筋トレをしていた。そのため、動作は緩慢だが怪力。
土方 桜（ひじかた さくら）
月島女子高等学校教諭。担当は物理でスポーツチャンバラ部の顧問。リリィからは「師匠」と呼ばれる。大会にも出場する現役の選手で、ナイフを持った暴漢を丸めた紙の束だけで制圧した腕前。年齢不詳だが、「ババア」と呼ばれると手加減出来なくなるほど怒る。
広瀬 莱花（ひろせ らいか）
月島女子高等学校1年。かすみの友人で眼鏡をかけたショートボブ。新聞部。

### 星ヶ丘男子高等学校
沖田 快人（おきた カイト）
星ヶ丘男子高等学校3年。小学校の頃からスポーツチャンバラをやっており、リリィの変則攻撃を初見でかわした実力者。性格は真面目だがやや天然。
薬丸 一理（やくまる イチリ）
星ヶ丘男子高等学校2年。バンダナと指ぬきグローブを着用し、スイング中に持ち方を変化させて間合いを伸ばす打ち方が得意。軽い性格。
奥山 滋男（おくやま ジオ）
星ヶ丘男子高等学校2年。浅黒い肌をした黒人のハーフで、身長192センチメートルの巨漢。印象に反して気弱な面があり、口下手。スケベだが露出度の高い女子を見ると鼻血を流すほど初心。
土方 伏竜（ひじかた ふしりゅう）
星ヶ丘男子高等学校教諭。桜の兄。

### その他
佐々木 蘭（ささき らん）
かすみの姉で女子剣道日本一。ゴキブリも素手で触って外に放れる豪快な性格。かすみ曰く剣道家であり、社会人でもなく学校にも通わず、職業訓練も受けずに家で稽古か出稽古をして日々を過ごしている。

## 書誌情報
- 竹下けんじろう『スポ×ちゃん！』 秋田書店〈少年チャンピオン・コミックス〉、全4巻
  1. 2012年9月7日発売 ISBN 978-4-253-20204-6
  2. 2012年11月8日発売 ISBN 978-4-253-20205-3
  3. 2013年3月8日発売 ISBN 978-4-253-20207-7
  4. 2013年5月8日発売 ISBN 978-4-253-20246-6